# محمد مولى عيديد
محمد مولى عيديد (747 - 862 هـ) فقيه وعالم بأمور الشريعة وعلوم الطريقة. سكن وادي عيديد بتريم وله بها حوطة مشهورة بالحماية والحشمة ولذلك لقب بـ«مولى عيديد». وإليه ينتسب جميع آل عيديد العلويين.

## نسبه
محمد بن علي صاحب الحوطة بن محمد بن عبد الله بن الفقيه أحمد بن عبد الرحمن بن علوي عم الفقيه المقدم بن محمد صاحب مرباط بن علي خالع قسم بن علوي بن محمد بن علوي بن عبيد الله بن أحمد المهاجر بن عيسى بن محمد النقيب بن علي العريضي بن جعفر الصادق بن محمد الباقر بن علي زين العابدين بن الحسين السبط بن الإمام علي بن أبي طالب، والإمام علي زوج فاطمة بنت محمد ﷺ.
فهو الحفيد 21 لرسول الله محمد ﷺ في سلسلة نسبه.

## مولده ونشأته
ولد بتريم في حضرموت سنة 747 هـ، ونشأ بها، وقرأ على مشايخه كتبًا كثيرة في علم الشريعة، وتفقه على جماعة منهم، وأخذ التصوف وعلوم القوم عن الشيخ عبد الرحمن السقاف ولازمه نحو عشرين سنة حتى تخرج به. ثم سكن وادي عيديد وبنى مسجدا، ثم بنيت عنده بيوت فصارت قرية معمورة. وكان ورده ثلاثة آلاف من سورة الإخلاص بين المغرب والعشاء.

## شيوخه
تلقى عن عدد من العلماء منهم:
| - والده علي بن محمد صاحب الحوطة | - عبد الرحمن بن محمد السقاف - محمد بن حسن جمل الليل | - محمد بن حكم باقشير - عبد الله بن فضل بلحاج | - عبد الرحمن بن محمد الخطيب |

## تلاميذه
وتخرج به جماعة كثيرون منهم:
| - عبد الله بن أبي بكر العيدروس - علي بن أبي بكر السكران | - عمر بن عبد الرحمن صاحب الحمراء - أبو بكر بن عبد الله العدني - عبد الرحمن بن علي السكران | - محمد بن أحمد بافضل - محمد بن أحمد باجرش - محمد بن عبد الرحمن الأسقع | - أحمد بن أبي بكر بن حسن الورع - علي بن أبي بكر الفخر - علوي بن علي عوهج |

## ذريته
لديه من الأبناء ستة هم: أحمد الأكبر، وعلوي، وعبد الله الأعين النساخ بافقيه، وعبد الرحمن بافقيه، وعلي، وأحمد الأصغر، وعقبهم منتشر في بلدان حضرموت والحجاز واليمن وأفريقيا والهند وماليزيا وإندونيسيا و السلطنة عمان منهم مشاهير وعلماء أفاضل.

## وفاته
توفي بتريم سنة 862 هـ، ودفن في قبر جده الأعلى الفقيه أحمد بن عبد الرحمن بمقبرة زنبل.

### استشهادات
1. ↑  المشهور، عبد الرحمن بن محمد (1404 هـ). شمس الظهيرة. جدة، المملكة العربية السعودية: عالم المعرفة. ج. الجزء الثاني. ص. 536. {{استشهاد بكتاب}}: تحقق من التاريخ في: |تاريخ= (مساعدة)
2. ↑  الحبشي، أحمد بن زين. شرح العينية. سنغافورة: مطبعة كرجاي المحدودة. ص. 205.
3. ↑  الشلي، محمد بن أبي بكر (1402 هـ). المشرع الروي في مناقب السادة الكرام آل أبي علوي (PDF) (ط. الثانية). ج. الجزء الأول. ص. 399. مؤرشف من الأصل (PDF) في 30 يناير 2021. {{استشهاد بكتاب}}: تحقق من التاريخ في: |تاريخ= (مساعدة)
4. ↑  باكثير، عبد الله بن محمد (1405 هـ). الأشواق القوية إلى مواطن السادة العلوية. ص. 65. {{استشهاد بكتاب}}: تحقق من التاريخ في: |تاريخ= (مساعدة)
5. ↑  عيديد، محمد بن حسن (1433 هـ). إتحاف المستفيد بذكر من أخذ عنهم وواخاهم السيد محمد بن حسن عيديد. ص. 524. {{استشهاد بكتاب}}: تحقق من التاريخ في: |تاريخ= (مساعدة)